# Scream (álbum de Michael Jackson)
Scream es un álbum compilatorio del artista estadounidense Michael Jackson. Fue lanzado el 29 de septiembre de 2017 por Epic Records. El álbum recopila canciones sobre un tema de Halloween. Es el undécimo lanzamiento de Sony y/o Motown desde la muerte de Jackson el 25 de junio de 2009.

## Antecedentes
Un vídeo de 17 segundos se publicó en la página oficial de Facebook de Michael Jackson y en la página de YouTube/Vevo el 6 de septiembre de 2017, justo después del estreno de la versión tridimensional del cortometraje "Thriller" de 1983 en Venecia, Italia. Más tarde, el mismo día, con el anuncio oficial, el álbum había sido clasificado como un "álbum de Halloween" con misteriosas canciones temáticas. La pista "Blood on the Dance Floor x Dangerous" estuvo disponible para ser comprado en formato digital.

## Lista de canciones
| N.º   | Título                                                                                        | Escritor(es) | Productor(es)                                                                                     | Duración |  |
| 1.    | «This Place Hotel» (también conocido como «Heartbreak Hotel») (interpretado por The Jacksons) | Michael Jackson                                                                                                   | The Jacksons, Greg Phillinganes                                                                   | 5:43     |  |
| 2.    | «Thriller»                                                                                    | Rod Temperton | Quincy Jones                                                                                      | 5:58     |  |
| 3.    | «Blood on the Dance Floor»                                                                    | Michael Jackson, Teddy Riley                                                                                      | Michael Jackson, Teddy Riley                                                                      | 4:13     |  |
| 4.    | «Somebody's Watching Me» (interpretado por Rockwell)                                          | Kennedy Gordy | Curtis Anthony Nolen, Rockwell                                                                    | 3:57     |  |
| 5.    | «Dirty Diana»                                                                                 | Michael Jackson                                                                                                   | Quincy Jones, Michael Jackson                                                                     | 4:40     |  |
| 6.    | «Torture» (interpretado por The Jacksons)                                                     | Jackie Jackson, Kathleen Wakefield                                                                                | Jackie Jackson                                                                                    | 4:53     |  |
| 7.    | «Leave Me Alone»                                                                              | Michael Jackson                                                                                                   | Quincy Jones, Michael Jackson                                                                     | 4:39     |  |
| 8.    | «Scream» (dueto con Janet Jackson)                                                            | Michael Jackson, Janet Jackson, James Harris III, Terry Lewis                                                     | Michael Jackson, Janet Jackson, Jimmy Jam, Terry Lewis                                            | 4:37     |  |
| 9.    | «Dangerous»                                                                                   | Michael Jackson, Bill Bottrell, Teddy Riley                                                                       | Michael Jackson, Teddy Riley                                                                      | 6:58     |  |
| 10.   | «Unbreakable» (con The Notorious B.I.G.)                                                      | Michael Jackson, Rodney Jerkins, Fred Jerkins III, LaShawn Daniels, Nora Payne, Robert Smith, Christopher Wallace | Michael Jackson, Rodney Jerkins                                                                   | 6:25     |  |
| 11.   | «Xscape»                                                                                      | Michael Jackson, Rodney Jerkins, Fred Jerkins III, LaShawn Daniels                                                | Michael Jackson, Rodney Jerkins                                                                   | 4:05     |  |
| 12.   | «Threatened»                                                                                  | Michael Jackson, Rodney Jerkins, Fred Jerkins III, LaShawn Daniels                                                | Michael Jackson, Rodney Jerkins                                                                   | 4:19     |  |
| 13.   | «Ghosts»                                                                                      | Michael Jackson, Teddy Riley                                                                                      | Michael Jackson, Teddy Riley                                                                      | 5:13     |  |
| 14.   | «Blood on the Dance Floor x Dangerous (The White Panda Mash-Up)»                              | Michael Jackson, Bill Bottrell, Teddy Riley, James Harris III, Terry Lewis                                        | Michael Jackson, Teddy Riley, The Jacksons, Jimmy Jam, Terry Lewis, Quincy Jones, The White Panda | 3:38     |  |
| 69:25 |                                                                                               | |                                                                                                   |          |  |

Notas
- La pista 14 contiene elementos vocales y musicales de "Blood on the Dance Floor", "Dangerous", "This Place Hotel", "Is It Scary" y "Leave Me Alone".[3] El 29 de septiembre, en YouTube, en el canal de Michael Jackson se publicó el segundo sencillo del álbum, "Thriller", que se trata de una remezcla a cargo Steve Aoki, la canción está disponible en formato digital y no se encuentra en el tracklist del álbum.

## Posicionamiento
| Lista (2017)                      | Mejor posición |
| --------------------------------- | -------------- |
| Australia (ARIA)                  | 14             |
| Bélgica (Ultratop flamenca)       | 9              |
| Bélgica (Ultratop valona)         | 18             |
| Países Bajos (Album Top 100)      | 30             |
| Irlanda (IRMA)                    | 45             |
| Italia (FIMI)                     | 38             |
| Nueva Zelanda (RMNZ)              | 1              |
| Reino Unido (UK Albums Chart)     | 9              |
| Estados Unidos (US Billboard 200) | 33             |